# Bikolok Bikome I
Bikolok Bikome I ou Bikolokbikome I est un village de la Région du Centre au Cameroun, localisé dans la commune de Mbankomo et le département de la Méfou-et-Akono.

## Population
En 1965 Bikolok Bikome I comptait 178 habitants, principalement des Ewondo.
Lors du recensement de 2005, ce nombre s'élevait à 162.